# 什葉派—遜尼派關係
什葉派—遜尼派關係是指伊斯蘭教兩大教派什葉派和遜尼派之間的關係。公元632年穆罕默德去世后，遜尼派承認所有經推選產生的哈里發(阿拉使者的繼任者），而什叶派则认为穆罕默德的继任者应该是阿里·本·阿比·塔利卜。遜尼派和什叶派之間因此激烈爭執，最终导致骆驼之战、隋芬之战、卡尔巴拉战役爆發。此後兩派間衝突不斷 。
伊朗伊斯蘭革命後，伊朗成為一个由什叶派宗教学者统治的伊斯兰神权共和国，從而使得伊朗與另一個遜尼派大國沙特阿拉伯之間關係惡化，兩方甚至為了爭奪地區影響力而展開代理人戰爭。  另外2011年巴林反政府示威、伊拉克内战、叙利亚内战 都涉及什葉派與遜尼派之間的衝突，在此期间，伊斯兰国還迫害什葉派群眾。